# پسایل
پسایل (به آلمانی: Passail) یک منطقهٔ مسکونی در اتریش است که در اشتایرمارک واقع شده‌است. پسایل ۱۳٫۸ کیلومتر مربع مساحت دارد ۶۵۳ متر بالاتر از سطح دریا واقع شده‌است.